# オルター・エゴ
オルター・エゴ（英: Alter Ego）とは、別人格の事。哲学においては他我（他者の持つ自我）の意味で使われる。日本語でオルター・エゴと呼ぶ場合は芸術・芸能（特に音楽）などの分野でその人物が意図的に異なる人格として作られ演じているものを指す事が多い。
オルター・エゴを作る目的は主に以下のものが挙げられる。
- 本来の活動とは異なるコンセプトに沿った活動を行なうため（例：川瀬智子＝Tommy february6など）
- 商業的な契約の問題で本来契約している企業とは別の企業から作品を発表するため（例：エイフェックス・ツイン＝ポリゴン・ウィンドウなど）

マシュー南やDJ OZMAのように本来の人格とは別人と主張する者もいる。また一人バンドとの違いは、一人バンドが「構成員が一人の組織」という概念であるのに対して、オルター・エゴは上述のように本来の活動とは異なるコンセプトで活動をしている人物（人格）を指す。

## オルター・エゴを演じる人物

### お笑い
- ゴリ（ガレッジセール） - 松浦ゴリエ
- 住谷正樹（レイザーラモン） - レイザーラモンHG
- 高橋茂雄（サバンナ） - 犬井ヒロシ
- ネゴシックス - かっぱ
- なかやまきんに君 - キャプテン☆ボンバー
- なだぎ武（ザ・プラン9） - ディラン・マッケイ（『ビバリーヒルズ高校白書』より）
- 藤井隆 - マシュー南
- ふかわりょう - ROCKETMAN
- みなみかわ（元・ピーマンズスタンダード） - アイヒマンスタンダード
- 友近 - 一人コントのキャラクター（水谷千重子ほか）、キャサリン（『ビバリーヒルズ高校白書』より）
- 小浦一優 - 芋洗坂係長
- 桜塚やっくん - 植田浩望（俳優業）

### 音楽
- 綾小路翔（氣志團） - DJ OZMA、矢島ナオミ
- オリガミ・ツル（降神） - なのるなもない
- オリガミ・ヒコウキ（降神） - 志人、玉兎
- 川瀬智子（the brilliant green） - Tommy february6, Tommy heavenly6
- KEIKO（globe） - kco
- 古坂大魔王 - ピコ太郎
- 沢尻エリカ - ERIKA
- 鈴木紗理奈 - MUNEHIRO
- 竹内力 - RIKI
- 田中フミヤ - Karafuto
- DEV LARGE - 大峠雷音、HUSTLER BOSE、PUNCHLINE B.B.など
- NIPPS - 飛葉飛火、緑の5本指、パピー飛葉
- Mummy-D（RHYMESTER） - Mr.DRUNK
- 呂布カルマ - ヤカマシワ、ヤングたかじん
- エイフェックス・ツイン - AFX、ポリゴン・ウィンドウなど多数
- エミネム - スリム・シェイディ、マーシャル・マザーズ（本名）
- シド・ウィルソン（スリップノット）- DJスタースクリーム
- スクエアプッシャー - トム・ジェンキンソン（本名）、デューク・オブ・ヘイリンゲイ、カオスADなど
- T.I. - T.I.P.

### 漫画
- 樹林伸 - 亜樹直、安堂夕馬、青樹佑夜、有森丈時、伊賀大晃
- 武論尊 - 史村翔

### スポーツ
- 武藤敬司 - グレート・ムタ、黒師無双
- ミック・フォーリー - カクタス・ジャック、マンカインド、デュード・ラブ
- 高田延彦 - 高田総統 ※あくまでも友人という設定
- B×Bハルク - ダークサイド・ハルク
- 大畠美咲 - 杜野都、三崎グリ子、ヤッペーマン3号
- マッスル坂井 - スーパー・ササダンゴ・マシン
- 雪妃真矢 - 雪妃魔矢
- ナイジャー・モーガン - トニー・プラッシュ

### 文学関係
- 水嶋ヒロ - 斎藤智裕（本名、応募時は「斎藤 智」名義）
- 堀口悠紀子（京都アニメーション） - 白身魚※ライトノベル作品の挿絵担当として

### その他
- 高須光聖 - 御影屋聖
- バーバラよね - ジョンさん
- 堀部圭亮 - 竜泉